# Сихэ (Фусинь)
Сихэ́ (кит. упр. 细河, пиньинь Xìhé) — район городского подчинения городского округа Фусинь провинции Ляонин (КНР). Район назван в честь протекающей по его территории реки Сихэ.

## История
В 1954 году на этих землях был образован Район №4. В 1955 году он был переименован в район Люцзязцы (六家子区). В 1960 году район Люцзяцзы был переименован в Пригородный район (郊区). В 1984 году Пригородный район был переименован в район Сихэ.

## Административное деление
Район Сихэ делится на 6 уличных комитетов и 1 посёлок.

## Соседние административные единицы
Район Сихэ граничит со следующими административными единицами:
- Район Хайчжоу (на северо-востоке)
- Район Тайпин (на востоке)
- Фусинь-Монгольский автономный уезд (с остальных сторон)